# اچ‌ام‌اس اسکیپیو (۱۷۸۲)
اچ‌ام‌اس اسکیپیو (۱۷۸۲) (به انگلیسی: HMS Scipio (1782)) یک کشتی بود که طول آن ۱۶۰ فوت ۵ اینچ (۴۸٫۹۰ متر) بود. این کشتی در سال ۱۷۸۲ ساخته شد.